# Riksmöte
Riksmötet är inom Sveriges statsskick benämningen på verksamhetsåret för Sveriges riksdag. 
Ett riksmöte (före 1975 benämnt riksdag) varade i äldre tider under en begränsad del av året i enlighet med gällande riksdagsordning. Detta då riksdagsarbetet ursprungligen inte var något heltidsarbete, utan bestod av intensiva perioder av sammanträden och debatter i riksdagen. Före en förändring i Riksdagsordningen 2003 avslutades riksmötet i början av sommaren, varpå nästföljande riksmöte inleddes i september, men sedan 2004 sträcker sig riksmötet över hela året. Varje riksmöte inleds formellt vid riksmötets öppnande varje september med att statschefen på riksdagens talmans begäran förklarar mötet öppnat inför den församlade kammaren.
Efter ett riksdagsval är riksmötet lite speciellt, och särskiljer sig något ifrån ett vanligt riksmöte. Detta på grund av att en ny sammansättning av riksdag och regering sker, varvid också den nya regeringen avlägger regeringsförklaring.
Det finns två olika benämningar gällande riksmöte. Sammankomster under stadgad riksmötesperiod och under lagstadgad tid på dygnet och avsedda veckodagar är att betrakta som lagtima riksmöte, medan ett urtima riksmöte kan inkallas vid andra tider på dygnet eller i veckan, då oplanerade, akuta ärenden påkallar en snabb behandling.
Det första Riksmötet hölls av Gustav Vasa i Västerås den 17 juni 1527, den s.k. Reformationsriksdagen.
Fram till 1975/76 användes ordet riksdag även som benämning på riksmötet och inbegrep fram till 11 januari 1974 även den gamla ordningen med riksdagens högtidliga öppnande. I och med ändring i Regeringsformen ändrades ceremonielet och benämningen för att särskilja riksmötet från riksdagen, och därmed undvika missförstånd och förväxling.